# لاتارو آکوستا
لاتارو آکوستا (اسپانیایی: Lautaro Acosta‎؛ زادهٔ ۱۴ مارس ۱۹۸۸) یک بازیکن فوتبال اهل آرژانتین است.

## تیم ملی
وی همچنین در تیم ملی فوتبال آرژانتین بازی کرده است.